# مبارك الأسمري
مبارك الأسمري (بالإنجليزية: Mubarak Al-Asmari)‏؛ مواليد 25 يونيو 1987 في، السعودية، هو لاعب كرة قدم سعودي يلعب حالياً في نادي الانتصار.

## مسيرة اللاعب
لعب سابقاً مع نادي الوحدة ونادي الفيصلي ونادي القادسية والفتح ونادي النهضة ونادي الجبلين ونادي العدالة ونادي بيشة ونادي الزلفي ونادي الجيل ونادي الانتصار.

## روابط خارجية
- مبارك الأسمري على موقع Soccerway.com (الإنجليزية)